# Gerhard Bauer (Sprachwissenschaftler)
Gerhard Bauer (* 19. Februar 1929 in Saarbrücken) ist ein deutscher Sprachwissenschaftler.

## Leben
Bauer studierte von 1949 bis 1955 Germanistik, Romanistik, Anglistik und Philosophie. 1955 wurde er an der Universität Saarbrücken promoviert. Von 1959 bis 1962 lehrte er in Japan. Von 1962 bis 1970 war er Akademischer Rat in Berlin und Mannheim. 1970 erfolgte die Habilitation an der Universität Mannheim. Von 1974 bis 1994 war er Professor für Germanische Sprachwissenschaft und Ältere deutsche Literatur an der Universität Mannheim.

## Veröffentlichungen (Auswahl)
- (mit Bernhard Dietrich Haage): Einführung in die diachrone Sprachwissenschaft. Ein Lehr-, Studien- und Übungsbuch für Germanisten (= Göppinger Arbeiten zur Germanistik, 459). 2. Auflage. Kümmerle, Göppingen 1987, ISBN 3-87452-694-1.
- (als Herausgeber): Stadtsprachenforschung unter besondere Berücksichtigung des Verhältnisses der Stadt Straßburg in Spätmittelalter und früher Neuzeit. Vorträge des Symposiums vom 30. März bis 3. April 1987 an der Universität Mannheim (= Göppinger Arbeiten zur Germanistik, 488). Kümmerle, Göppingen 1988, ISBN 3-87452-724-7.